# مرتضی علوی
مرتضی علوی برادر بزرگ‌تر بزرگ علوی و نجمی علوی و یکی از رهبران حزب کمونیست ایران از سال ۱۳۰۰ بود که در تسویه کبیر استالینی کشته شد. وی در سال ۱۹۳۸ میلادی در تاشکند به اتهام واهی جاسوسی تیرباران شد. هر چند که در برائت‌نامه‌ای که سال‌ها پس از مرگ استالین صادر شد، تاریخ مرگ او را ژوئیهٔ ۱۹۴۱ و آن هم به دلیل ابتلا به بیماری مالاریا در زندان ذکر کردند.
کسانی چون بزرگ علوی در کنار تقی ارانی و ایرج اسکندری که نخستین دوره مجله دنیا را منتشر می‌کردند از شاگردان مرتضی علوی بودند. آنها از اعضای برجسته گروهی بودند که به گروه ۵۳ نفر معروف شدند.